# (38014) 1998 KO61
1998 KO61 (asteroide 38014) é um asteroide da cintura principal. Possui uma excentricidade de 0.12612270 e uma inclinação de 13.01759º.
Este asteroide foi descoberto no dia 23 de maio de 1998 por LINEAR em Socorro.